# Henri Grob
Pour les articles homonymes, voir Grob.
Henri Grob est un joueur d'échecs suisse né le 4 juin 1904 en Autriche et mort le 5 juillet 1974. Il popularisa le début Grob.

## Carrière
Il remporta deux fois le championnat d'échecs de Suisse, en 1939 et en 1951. Son style de jeu déroutant et créatif lui permit de battre des champions de l'époque.
Il fit partie de l'équipe nationale suisse aux olympiades d'échecs à trois reprises.
Son meilleur résultat en tournoi fut une place de premier ex aequo avec Reuben Fine et Paul Keres au tournoi d'Ostende en 1937.
La Fédération internationale des échecs lui décerna le titre de Maître international à la création du titre en 1950.
Il joua environ trois mille parties d'échecs par correspondance de 1940 à sa mort, jouant plusieurs centaines de parties simultanément contre des lecteurs de journaux.

## Anecdotes
Henri Grob n'était pas seulement joueur d'échecs ; il était aussi artiste peintre. Il lui arrivait de peindre ses adversaires.